# Camille & images en Hebdo
Vous pouvez aider à l'améliorer ou bien discuter des problèmes sur sa page de discussion.
- Il n'est pas vérifiable et peut contenir des informations totalement erronées. Il est fortement conseillé aux contributeurs d'étayer son contenu par des sources fiables. Sans cela, sa suppression pourrait être envisagée. (si vous venez d'apposer le bandeau, veuillez cliquer sur ce lien pour créer la discussion et en afficher les indications). (Marqué depuis janvier 2025)
- Il peut contenir un travail inédit ou des déclarations non vérifiées. Vous pouvez l’améliorer en ajoutant des références. (Marqué depuis janvier 2025)

- Archive Wikiwix
- Bing
- Cairn
- DuckDuckGo
- E. Universalis
- Gallica
- Google
- G. Books
- G. News
- G. Scholar
- Persée
- Qwant
- (zh) Baidu
- (ru) Yandex
- (wd) trouver des œuvres sur Wikidata

Vous pouvez aider à l'améliorer ou bien discuter des problèmes sur sa page de discussion.
- Son admissibilité est à vérifier. Motif : manque de sources, de références, TI. Absence de pérennité (de l’émission ET des références). Vous êtes invité à le compléter pour expliciter son admissibilité, en y apportant des sources secondaires de qualité. (Marqué depuis juin 2025)
- Il ne cite pas suffisamment ses sources. Vous pouvez indiquer les passages à sourcer avec {{référence nécessaire}} ou {{Référence souhaitée}}, et inclure les références utiles en les liant aux notes de bas de page. (Marqué depuis janvier 2025)
- Il contient une ou plusieurs listes. Le texte gagnerait à être rédigé sous la forme d’un ou plusieurs paragraphes synthétiques, afin d’être plus agréable à lire. (Marqué depuis mai 2024)
- Son texte doit être wikifié : il ne correspond pas à la mise en forme Wikipédia (style, typographie, liens internes, liens entre les wikis, etc.). (Marqué depuis mai 2024)
- Son ton est trop promotionnel ou publicitaire, voire hagiographique. Le texte doit adopter un ton neutre et encyclopédique. (Marqué depuis mai 2024)

- Archive Wikiwix
- Bing
- Cairn
- DuckDuckGo
- E. Universalis
- Gallica
- Google
- G. Books
- G. News
- G. Scholar
- Persée
- Qwant
- (zh) Baidu
- (ru) Yandex
- (wd) trouver des œuvres sur Wikidata

 (juin 2024).
L'article doit être relu — et modifié si nécessaire — par des contributeurs indépendants pour apporter un regard critique aux contributions effectuées en violation des conditions d'utilisation de Wikipédia, tant sur la forme (notamment concernant le style encyclopédique, la proportionnalité) que sur le fond (la neutralité de point de vue, la qualité et l'indépendance des sources).
Camille & Images en Hebdo est une émission de télévision hebdomadaire française, diffusée sur la chaîne nationale privée TF1, le jeudi soir puis le mardi soir à partir de 23 heures 40, entre le 9 novembre 2023 et le 4 juin 2025.

## Contexte
Camille Combal propose de consulter une sorte de vidéoclub à la bande constituée de ses invités; certaines personnalités du monde artistique et des médias annuelle et des invités pour parler de leur actualité tout en résumant la semaine écoulée à travers des images et des vidéos et des rubriques.
L'émission se veut drôle et est produite en continuité sans montage dans les conditions du direct; elle s'adresse à un public souhaitant se divertir, débattre et découvrir certaines anecdotes ou événements.
L'émission est enregistrée le mardi après-midi pour une diffusion dans la même soirée.

## L'émission

### Intervenants
- Pierre-Antoine Damecour anime la rubrique "Le T.E.R. de PADAM" où il scrute les télés régionales.
- La télé de Moguiz revient avec ses personnages sa vision des programmes télés. (depuis la saison 1, émission 14)

### Rubriques
- Les temps forts : Il s'agit des images qu'il ne fallait pas louper sur l'actualité. (depuis la saison 1)
- Les trophées de la semaine : Rubrique dans laquelle la rédaction remet des throphées à ceux qui on fait rire à la télé. (depuis la saison 1)
- Les têtes d'affiche : A l'aide d'indice les chroniqueurs doivent deviner la tête d'affiche. (depuis la saison 1)
- Top 5 : Ils ont passé une mauvaise semaine  (depuis la saison 1)
- Le jeu de la fin  (depuis la saison 1)

### Participants
| saison 1 |
| --- |
| GuiHome Héléna Noguerra Dominique Farrugia Adil Rami Arnaud Tsamère Nash Anne Boissard Michèle Bernier Chantal Ladesou Alexandre Kominek Paul El Kharrat Monsieur Poulpe Elena Nagapetyan Philippine Delaire Noom Diawara Jessé Rémond Lacroix Ilyes Djadel |

### Saison 1 (2023-2024)
| 1  | 9 novembre 2023  | Tarek Boudali |
| 2  | 16 novembre 2023 | Isabelle Nanty |
| 3  | 23 novembre 2023 | Allan Petre, séléctionné pour entrer dans la NASA                                                                                |
| 4  | 30 novembre 2023 | Christine, Super Mamie 2023 |
| 5  | 7 décembre 2023  | |
| 6  | 14 décembre 2023 | Alexis Landot, escaladeur du Burj Khalifa                                                                                        |
| 7  | 21 décembre 2023 | - Grégoire Margotton - Femi The Scorpion - Éric Massot, le coq à la cérémonie d'ouverture à la Coupe du monde de rugby à XV 2023 |
| 8  | 11 janvier 2024  | |
| 9  | 18 janvier 2024  | Nelson Monfort |
| 10 | 25 janvier 2024  | Bruno Solo |
| 11 | 1er février 2024 | Nikola Karabatic |
| 12 | 8 février 2024   | - Pierre Garnier - Mimie Mathy                                                                                                   |
| 13 | 15 février 2024  | - Isabelle Nanty - Steven Seagull, champion du monde du cri de la mouette                                                        |
| 14 | 27 février 2024  | - Denis Brogniart |
| 15 | 5 mars 2024      | - Vernis Rouge, chanteuse - Maxime Gasteui                                                                                       |
| 16 | 12 mars 2024     | - Jean-Pierre Foucault |
| 17 | 19 mars 2024     | - Jean-Luc Lemoine |
| 18 | 26 mars 2024     | |
| 19 | 2 avril 2024     | - Élie Semoun |
| 20 | 9 avril 2024     | - Booder |
| 21 | 16 avril 2024    | - Jean-Marc Généreux - Jordan Mouillerac - Christophe Licata - Salimata                                                          |
| 22 | 30 avril 2024    | - Mathieu Madénian |
| 23 | 7 mai 2024       | - Max Boublil - Jean-Pierre Foucault                                                                                             |
| 24 | 14 mai 2024      | - Laurie Peret |
| 25 | 21 mai 2024      | |

## Audiences
L'émission est diffusée les jeudis, puis les mardis à 23 h, puis 23 h 40. Une émission dure environ 1 h 30 (publicités incluses).
| Saison        | Saison | Jour et horaire de diffusion | Nb. d'épisodes              | Période de diffusion            | Audience lancement     | Audience lancement | Audience lancement    | Audience finale        | Audience finale | Audience finale | Moyenne          | Moyenne | Moyenne |
| Saison        | Saison | Jour et horaire de diffusion | Nb. d'épisodes              | Période de diffusion            | Nb. de téléspectateurs | PDM                | Réfs.                 | Nb. de téléspectateurs | PDM             | Réfs.           | Audience moyenne | PDM     | Réfs.   |
| ------------- | ------ | ---------------------------- | --------------------------- | ------------------------------- | ---------------------- | ------------------ | --------------------- | ---------------------- | --------------- | --------------- | ---------------- | ------- | ------- |
|               | 1      | Jeudi à 23h20                | 13                          | 9 novembre 2023 15 février 2024 | 985 000                | 32,5 %             | [source insuffisante] | 705 000                | 10,2 %          |                 | 738 000          | 11,7 %  | [ 4 ]   |
| Mardi à 23h40 | 1      | 12                           | 27 février 2024 21 mai 2024 | 681 000                         |                        | [ 4 ]              | 429 000               | 10,6 %                 | [ 5 ]           | 542 000         | 10,6 %           | [ 5 ]   |         |